# Kulczyk siwoszyi
Kulczyk siwoszyi (Serinus canicollis) – gatunek małego ptaka z rodziny łuszczakowatych (Fringillidae). Występuje w Afryce Południowej. Introdukowany na wyspy Mauritius (gdzie wyginął) i Reunion. Nie jest zagrożony.
SystematykaGatunek ten po raz pierwszy zgodnie z zasadami nazewnictwa binominalnego opisał w 1838 roku William Swainson, nadając mu nazwę Crithagra canicollis. Jako miejsce typowe autor wskazał Afrykę, co w 1952 roku Vincent uściślił na Przylądek Dobrej Nadziei. Obecnie gatunek umieszczany jest w rodzaju Serinus. Dawniej takson ten łączono w jeden gatunek z S. flavivertex (kulczykiem złotawym). Obecnie wyróżnia się trzy podgatunki.
Podgatunki i zasięg występowaniaPoszczególne podgatunki zamieszkują:
- S. c. griseitergum Clancey, 1967 – wschodnie Zimbabwe i zachodni Mozambik
- S. c. thompsonae Roberts, 1924 – północno-wschodnia i wschodnia RPA
- S. c. canicollis (Swainson, 1838) – południowo-wschodnia i południowa RPA

MorfologiaDługość ciała 11,5–14 cm; masa ciała 10–19,7 g.
EkologiaWystępuje w środowiskach trawiastych i sawannowych, także na obrzeżach i polanach lasów nizinnych i niżej położonych lasów górskich. Jest to gatunek osiadły, częściowo migrujący lub koczowniczy. Żywi się głównie miękkimi nasionami, w tym nasionami drzew, krzewów, małych roślin i traw; sporadycznie zjada też drobne owady. Sezon lęgowy trwa głównie od sierpnia do lutego, czasami od grudnia do marca.
StatusIUCN uznaje kulczyka siwoszyjego za gatunek najmniejszej troski (LC, Least Concern). Liczebność światowej populacji nie została oszacowana, ale ptak ten opisywany jest jako pospolity lub lokalnie pospolity. Ze względu na brak dowodów na spadki liczebności bądź istotne zagrożenia dla gatunku BirdLife International uznaje trend liczebności populacji za stabilny.